# Blace
Blace (in serbo Блаце?) è una città e una municipalità del distretto di Toplica nel sud-est della Serbia centrale.